# Große Burgstraße 9 (Plau am See)

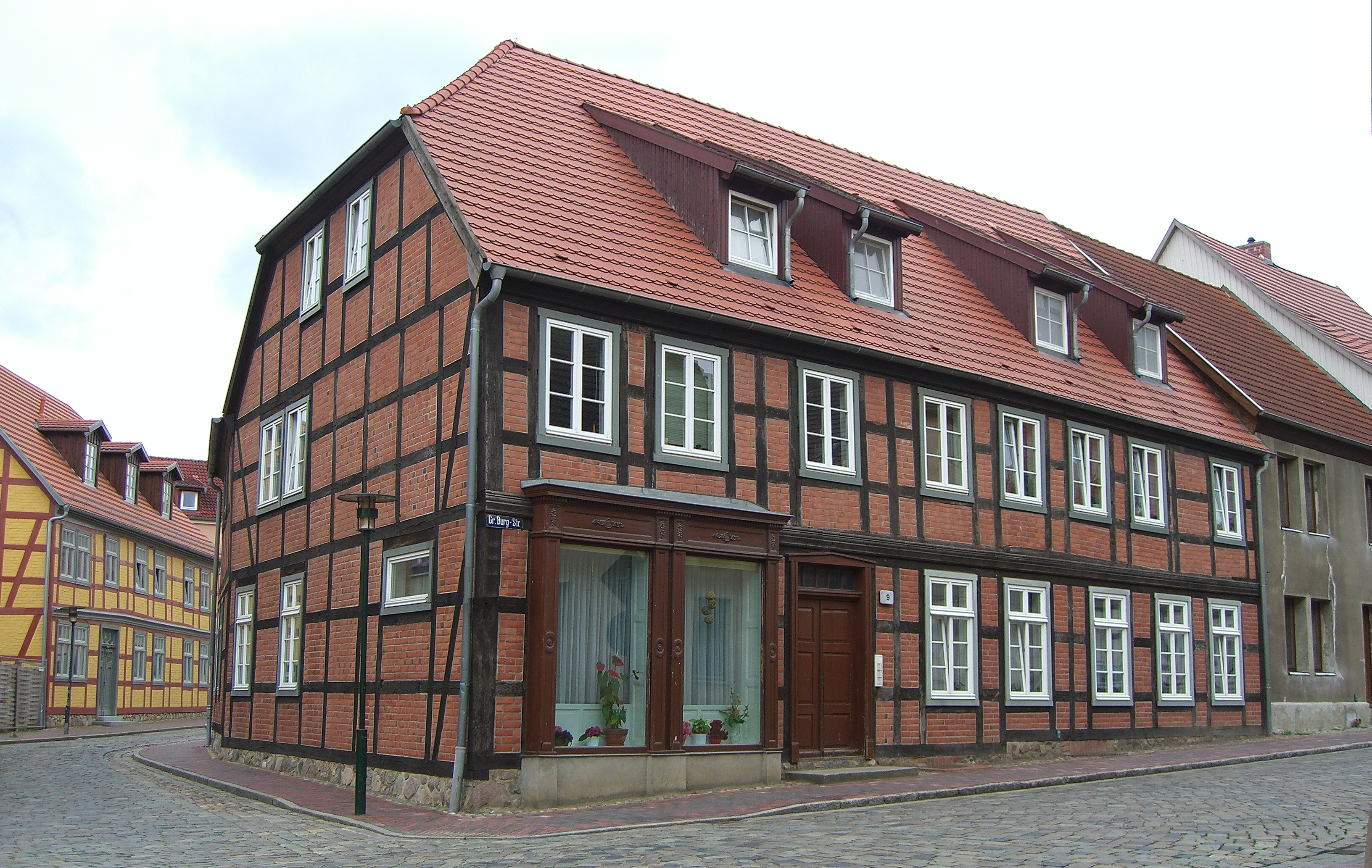
Nr. 9 mit Blick in die Marktstraße

Das Wohnhaus Große Burgstraße 9 in Plau am See (Mecklenburg-Vorpommern) an der Ecke Marktstraße wurde vermutlich im 18. Jahrhundert gebaut. Das Gebäude steht unter Denkmalschutz.

## Geschichte
Plau am See ist im 13. Jahrhundert entstanden und wurde 1235 erstmals als Stadt erwähnt. Beim Stadtbrand von 1756 brannten viele Fachwerkhäuser ab.
Das zweigeschossige Fachwerkgebäude mit Ausfachungen aus Backstein, dem Giebel zur Marktstraße und dem Krüppelwalmdach mit Schleppgauben wurde nach 1756 gebaut.
Das Giebelgebäude beherbergte früher zeitweise einen Laden. Es wurde im Rahmen der Städtebauförderung saniert.